# Adéla Bruns
Adéla Bruns, dívčím příjmením Sýkorová, (* 5. února 1987 Gottwaldov) je česká sportovní střelkyně v puškových disciplínách. Studuje geografii na ZČU v Plzni a působí v klubu CS MVČR. V roce 2011 vyhrála individuální i týmovou soutěž na Letní univerziádě v Šen-čenu. Dne 3. srpna 2012 se stala držitelkou bronzové olympijské medaile z LOH 2012 v Londýně za střelbu ze soutěže na 3krát 20 ran.
Během července 2015 se provdala za svého německého partnera a přijala jeho příjmení. Obřad se konal v Německu a na svatbě jí za družičku byla její kolegyně z české reprezentace Nikola Mazurová. Manžel Brunsové je rekreačním střelcem a během tohoto sportu se i seznámili.